# Mabitac, Laguna
Mabitac là một đô thị hạng 5 ở tỉnh Laguna, Philippines. Theo điều tra dân số năm 2000 của Philipin, đô thị này có dân số 15.097 người trong 2.990 hộ.

## Các đơn vị hành chính
Mabitac được chia ra 15 barangay.
- Amuyong
- Lambac
- Lucong
- Matalatala
- Nanguma
- Numero
- Paagahan
- Bayanihan
- Libis ng Nayon
- Maligaya
- Masikap
- Pag-Asa
- Sinagtala
- San Antonio
- San Miguel